# Herbert Mehlhorn
Georg Herbert Mehlhorn (* 24. März 1903 in Chemnitz; † 30. Oktober 1968 in Tübingen) war ein deutscher Jurist, SS-Führer und Gestapobeamter.

## Leben und Wirken
Mehlhorn war Sohn des evangelischen Kaufmanns Georg Anton Mehlhorn. Seine Schullaufbahn absolvierte er an der höheren Volksschule und dem städtischen Realgymnasiums in seiner Heimatstadt. Nach der Ostern 1923 abgelegten Reifeprüfung studierte er Rechtswissenschaften und Volkswirtschaft an den Universitäten Göttingen, München und Leipzig. Er promovierte 1929 in Leipzig mit magna cum laude zum Dr. jur. Nach einem zweijährigen Vorbereitungsdienst ließ er sich 1931 als Rechtsanwalt in Chemnitz nieder, wo er mit einem Sozius eine Anwaltskanzlei eröffnete. Zu seinen Klienten gehörten Nationalsozialisten, die er als stadtbekannter brauner Anwalt in politischen Prozessen verteidigte. Nach der Machtergreifung wurde er am 6. April 1933 durch Reichskommissar Manfred von Killinger in den Vorstand der sächsischen Anwaltskammer zu Dresden berufen.
Ende der 1920er Jahre schloss sich Mehlhorn der SA an. Zum 1. Juli 1931 trat er der NSDAP bei (Mitgliedsnummer 599.865). 1932 begann er für die SS und den neugegründeten Sicherheitsdienst zu arbeiten. Obwohl er beiden Organisationen erst am 5. März 1933 (SS-Nummer 36.054) offiziell beitrat (seit September 1932 SS-Anwärter), war er bereits 1932 als Mitarbeiter des „Presseinformationsdienstes (PI) des Reichstagsabgeordneten Heinrich Himmler“ de facto Mitarbeiter des Nachrichtendienstes der SS. Aufgrund der Arbeit für den Reichstagsabgeordneten Himmler teilte Mehlhorn dessen Immunität vor Polizeimaßnahmen. Nach seiner Aufnahme in die SS wurde er in rascher Folge am 5. März 1933 zum SS-Scharführer und am 1. Juli 1933 zum SS-Sturmführer befördert. Am 1. September 1933 wurde Mehlhorn – seit dem 9. September 1933 als SS-Obersturmführer – auf Bitten Himmlers zum Stabschef und Stellvertreter des Präsidenten der Gestapo-Stelle in Dresden Friedrich Schlegel ernannt. Gleichzeitig wurde er zum Stellvertreter des Leiters im SD-Oberabschnitt Mitte, Lothar Beutel, ernannt. In dieser Eigenschaft spielte er eine entscheidende Rolle bei der Durchdringung der Politischen Polizei Sachsens durch den SD und ihrer Übernahme durch Himmler und Heydrich. Während des Röhm-Putsches führte Mehlhorn das Staatspolizeiamt in Dresden. 
1935 kam Mehlhorn als Regierungsrat ins SD-Hauptamt in Berlin. 1936 wurde er zum SS-Obersturmbannführer und 1937 zum Staffelführer befördert. Anfang 1937 wurde er Amtschef im SD-Hauptamt, HA I / 11. Sein Vorgesetzter war hier Karl Wilhelm Albert. Bald danach wurde er jedoch wegen einer angeblichen Intrige gegen Heydrich in die allgemeine preußische Verwaltung abgeschoben.
1939 wurde Mehlhorn zum SS-Oberführer befördert. Heydrich setzte ihn kurz darauf neben Werner Best, Walter Schellenberg, Kurt Pomme und Karl Wilhelm Albert als einen von fünf Direktoren der Nordhav-Stiftung ein. Später im selben Jahr beteiligte sich Mehlhorn an der Organisation am Überfall auf den Sender Gleiwitz.
Nach dem Überfall auf Polen gehörte Mehlhorn dem Stab des Chefs der Zivilverwaltung im Militärbezirk Posen Arthur Greiser an und leitete das Rechtsamt bei der Gauleitung Wartheland. Ab Februar 1941 leitete er dort als Oberregierungsrat die Wirtschaftsabteilung und die Abteilung I (Allgemeine, innere und finanzielle Angelegenheiten) der Reichstatthalterei und bearbeitete gleichzeitig alle Judenangelegenheiten sowie die organisatorische und finanzielle Abwicklung der „Endlösung“ im Warthegau. Am 20. September 1941 erteilte Mehlhorn den Befehl „alle Schritte zur Bearbeitung der mit der Unterbringung und dem Arbeitseinsatz der Juden und Zigeuner im Warthegau zusammenhängenden Fragen in Angriff zu nehmen.“ Im Zusammenhang mit dieser Weisung befasste er sich auch mit der Frage der Tarnung der Massengräber im Vernichtungslager Kulmhof.
Mehlhorn wurde Ende 1943 kommissarisch zum Regierungspräsident im Regierungsbezirk Oppeln ernannt. Er erhielt im Januar 1944 das Kriegsverdienstkreuz I. Klasse verliehen, wahrscheinlich für seine Mitwirkung beim Holocaust im Wartheland. Als Abteilungsleiter in Posen folgte ihm Herbert Reischauer nach.
Nach dem Zweiten Weltkrieg lebte Mehlhorn als Justitiar in Oberndorf am Neckar. 1961 wurde er juristischer Berater der Firma Mauser Werke AG.

## Schriften
- Die Bestimmung der Strafe für die Wilderei, Teplitz, 1929. (Dissertation)